# Octobre à Madrid

Octobre à Madrid est un film français réalisé par Marcel Hanoun, tourné en 1963 et sorti en 1967.

## Synopsis
Un cinéaste est à Madrid pour tourner un documentaire sur l'Espagne, mais se transforme progressivement en documentaire sur la gestation d'un film.
La première scène montre une jeune actrice faisant un essai de maquillage, elle doit avoir le rôle de Carmen. Plus tard, le narrateur dit que le fiancé de l'actrice ne veut pas qu'elle participe au film. Le réalisateur cherche alors dans les rues de Madrid une autre jeune femme pour jouer Carmen. Entretemps il revient sur la série de documentaires « Fresques espagnoles » qu'il a réalisé entre 1960 et 1964 pour la télévision française. Dans le même temps il a effectué un reportage télévisé lors d'un tournage d'un film de Luis García Berlanga, les deux réalisateurs parlent ensemble des films.

## Fiche technique
- Réalisateur, scénario, directeur de la photo, monteur et producteur : Marcel Hanoun
- Scénario : Maurice Cury et Marcel Hanoun
- Montage : Marcel Hanoun et, pour la séquence du flamenco Jean Eustache
- Société de production : Hanoun Film
- Société de distribution : Télécinex
- Genre : cinéma expérimental
- Type : n&b, 16 mm, son mono
- Durée : 70 min
- Tournage : en octobre 1963, à Madrid
- Sortie en salles : 16 janvier 1967
- Sortie en DVD : 25 septembre 2019

## Distribution
- Chonette Laurent : une étudiante madrilène, vedette prévue du film
- José Menese
- Augustin Reyes
- Nadia Werba
- Luis García Berlanga : lui-même tournant Le Bourreau

### Revue de presse
- José Pena, « Octobre à Madrid », Téléciné, no 127, Paris, Fédération des Loisirs et Culture Cinématographique (FLECC), janvier-février 1966, p. 60-61,  (ISSN 0049-3287)
- Michel Ciment, Positif, no 83, avril 1967, p. 54
- Claude Ganne, La Saison cinématographique 67, octobre 1967, p. 137